# Pour le bien commun
Pour le bien commun (en italien, Per il bene comune) était une alliance électorale  italienne de Gauche fondée en 2008.

## Historique
Le leader de Pour le bien commun est le chercheur Stefano Montanari (it) qui s'est présenté aux élections générales italiennes de 2008 en tant que candidat au poste de Président du conseil. Il a obtenu, au niveau national, 119 569 voix, soit un pourcentage de 0,33 %. 
Il a déclaré vouloir porter la science au sein de la politique : « La science est une chose qui manque totalement du monde politique. Au sein de mon laboratoire, je constate des erreurs majeures de la politique : à l'intérieur des cancers, des malformations du fétus, de nombreuses maladies qui arrivent dans ce laboratoire, je vois des erreurs de choix politiques. Aujourd'hui, la pollution de l'air […] se reflète dans ces maladies. Et ces maladies sont d'origine politique. »